# Sisimiut (gemeente)
Sisimiut is een voormalige gemeente in Groenland. De gemeente was vernoemd naar de grootste stad, Sisimiut, tevens de hoofdplaats van de gemeente.
Op 1 januari 2009 is de gemeente opgeheven en opgegaan in de gemeente Qeqqata.
In de gemeente woonden meer dan 6100 mensen, waarvan 5250 in Sisimiut. Andere belangrijke plaatsen binnen de voormalige gemeente zijn Kangerlussuaq (in het Deens Søndre Strømfjord), Itilleq en Sarfannguit, waarvan Kangerlussuaq het grootst is, met meer dan 500 inwoners.

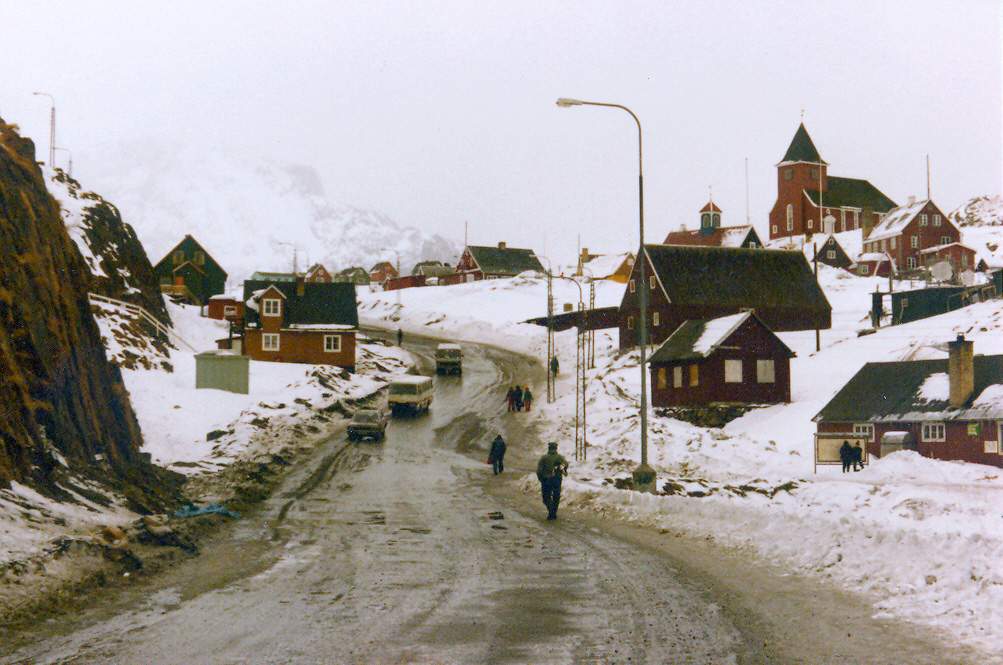
Sisimiut in 1980

Voormalige landsdelen: Kitaa  · Tunu  · Avannaa

Voormalige gemeenten: Aasiaat  · Ammassalik · Ilulissat · Ittoqqortoormiit  · Ivittuut · Kangaatsiaq  · Maniitsoq · Nanortalik · Narsaq · Nuuk · Paamiut · Qaanaaq · Qaasuitsup · Qaqortoq · Qasigiannguit · Qeqertarsuaq · Sisimiut · Upernavik · Uummannaq